# Gliese 445
Gliese 445 (Gl 445 sau AC +79 3888) este o stea de tip M de pe secvența principală aflată în constelația Girafa, în apropiere de steaua polară. Se află la 17,6 ani-lumină de Soare și are o magnitudine aparentă de 10,8. Este vizibilă de la nord spre Tropicul Racului toată noaptea, dar nu cu ochiul liber.

## Voyager 1
Steaua este notabilă deoarece sonda Voyager 1 va trece la o distanță de cca. 1,6 ani lumină de aceasta, peste aproximativ 40.000 de ani. Steaua este o pitică roșie, cu o masă de doar 0,15–0,30 din cea a Soarelui nostru, oamenii de știință au considerat anterior că sistemul ei stelar nu poate susține viața.